# Гонсало Тельес
Гонса́ло Те́льес (исп. Gonzalo Téllez; умер между 915 и 929) — граф Лантарона (897—912) и Сересо (897—913), граф Кастилии (упоминается в 903 году).

## Биография
Гонсало Тельес был сыном графа Тельо Арронсеса, зафиксированного в документах второй половины IX века. Первое упоминание о самом Гонсало относится к 18 ноября 897 года, когда он был назван графом Лантарона в хартии короля Астурии Альфонсо III Великого. Предполагается, что ранее в этом же году Гонсало получил от монарха крепости Лантарон, Сересо и Панкорбо, располагавшиеся в восточной части Кастильского графства и призванные защищать земли Астурийского королевства от набегов мусульман. О личном участии графа Гонсало Тельеса в Реконкисте в конце IX — начале X веков ничего не известно, хотя исторические источники сообщают о нескольких военных столкновениях, происходивших вблизи границ Кастилии между маврами, предводительствуемыми главами муваладской семьи Бану Каси Мухаммадом I ибн Луббом и его сыном Луббом II ибн Мухаммадом, и астурийцами.
В одном документе, датированном историками 1 сентября 903 года, Гонсало Тельес назван правителем Кастилии. Об обстоятельствах получения им этого графства ничего не известно, а его предшественник здесь, Муньо Нуньес, уже вскоре смог снова возвратить себе контроль над Кастильским графством.
В 912 году три графа — Муньо Нуньес, Гонсало Тельес и Гонсало Фернандес, воспользовавшись смутами, начавшимися в Кордовском эмирате после восшествия на престол Абд ар-Рахмана III, предприняли широкомасштабное наступление на приграничные с Кастилией земли мусульман, захватив и заселив христианами несколько городов. В том числе, анналы сообщают о заселении графом Гонсало Осмы. В этом же году граф Лантарона вместе с Гонсало Фернандесом основал монастырь Сан-Педро-де-Арланса, впоследствии ставший одним из богатейших и известнейших монастырей Кастилии. Также Гонсало Тельеса считают и основателем города Вильягонсало-Педерналес, впервые упомянутого в документе, данном графом 24 сентября 902 года.

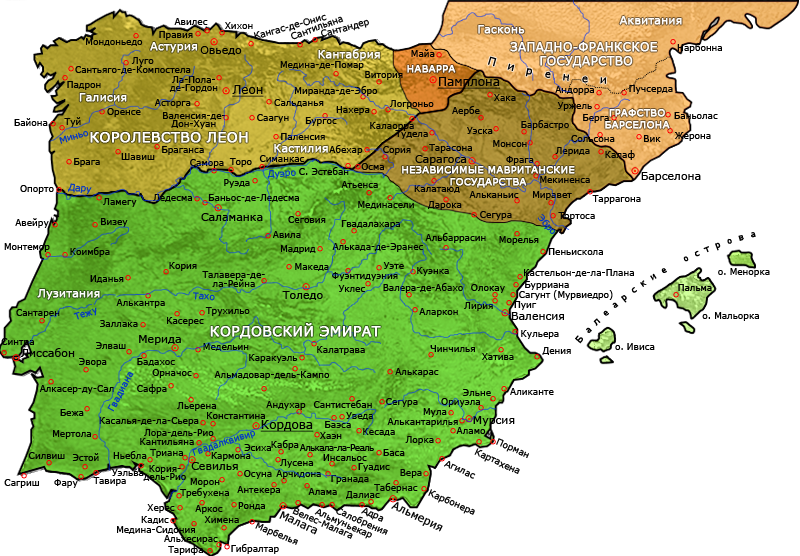
Пиренейский полуостров в 910 году

Как предполагается, к 912 году также относится и потеря Гонсало Тельесом своего главного владения — Лантарона. В последний раз он упоминался как его правитель в хартии от 13 мая 911 года, однако в документе, датированном 28 марта 913 года, графом Лантарона уже был назван Фернандо Диас. После этого резиденция Гонсало Тельеса была перенесена в Сересо, графом которого он был назван в хартии, данной королём Леона Гарсией I 25 октября 913 года. Но, вероятно, уже в этом году, он утерял и это владение, также как и Лантарон переданное Фернандо Диасу. Исторические источники ничего не сообщают об обстоятельствах этих событий, но историки предполагают, что лишение графа Гонсало владений было связано с его возможным конфликтом с королём Гарсией I. В более поздних документах Гонсало Тельес уже упоминался без указания графского титула.
Дата смерти Гонсало Тельеса не известна: в последний раз он был упомянут в хартии, датированной 25 февраля 915 год, а в документе от 929 года о нём сообщалось как об уже скончавшемся.
Граф Гонсало Тельес был женат (не позднее 902 года) на Фламуле (Ламбре) (умерла после 24 ноября 929). Детьми от этого брака были:
- Гутьерре Гонсалес (умер, возможно, 24 сентября 902 или 25 октября 913)
- Ансур Гонсалес (умер ранее 23 мая 932)
- Муньо (Нуньо) Гонсалес (упоминается 1 мая 932).